# John Bennet Lawes
Sir John Bennet Lawes, född 28 december 1814 i Rothamsted, Hertfordshire, död där 31 augusti 1900, var en engelsk godsägare och agrikulturkemist.
Lawes tillträdde 1834 godset Rothamsted, där han genast inledde agrikulturkemisk forskning. Hans första resultat var upptäckten, att naturliga fosfat genom behandling med svavelsyra, som överför dem till surt fosfat (superfosfat), bli lätt tillgängliga för växterna. Efter att år 1842 ha uttagit patent på superfosfatberedning anlade han stora fabriker för beredandet av detta gödningsmedel. Hans kemiska forskning, vid vilken han sedan 1843 samarbetade med Joseph Henry Gilbert, tog allt större omfattning, och på Rothamsted anordnades en storartad agrikulturkemisk försöksanstalt som i hög grad bidrog till jordbrukskemins utveckling. 
Lawes och Gilbert ådrog sig stor uppmärksamhet genom sin opposition mot Justus von Liebigs mineralteori, varvid de visade, att växterna inte, såsom Liebig påstått, kan täcka sitt kvävebehov ur luften, utan måste uppta det ur jorden. Bland de undersökningar, som utfördes, är i synnerhet de över ett halvt århundrade på samma jord oavbrutet fortsatta försöken med odling av samma växtslag, gödsling med samma ensidiga gödningsmedel och tillämpning av viss växtföljd kända och betydelsefulla. Lawes och Gilbert tilldelades Royal Medal 1867. 
År 1872 betryggade han försöksanstaltens på Rothamsted fortvaro, i det att han till densamma donerade försöksjorden och ett kapital av 100 000 pund. Berättelserna från Rothamsteds försöksanstalt jämte en mängd därpå grundade uttalanden i vetenskapliga och agrarpolitiska ämnen publicerades i en mängd broschyrer och tidskriftsartiklar. Från 1893 publicerades resultaten i en särskild publikationsserie, "The Rothamsted Memoirs on Agricultural Chemistry and Physiology". Lawes invaldes som fellow av Royal Society och som ledamot av svenska Lantbruksakademien 1863.